# Nāḩiyat Duwayr Raslān
Nāḩiyat Duwayr Raslān (arabiska: ناحية دوير رسلان) är ett subdistrikt i Syrien.   Det ligger i provinsen Tartus, i den västra delen av landet, 160 km norr om huvudstaden Damaskus.
Trakten runt Nāḩiyat Duwayr Raslān består till största delen av jordbruksmark. Runt Nāḩiyat Duwayr Raslān är det tätbefolkat, med 459 invånare per kvadratkilometer.